# Programa de cidade de porte médio
O Programa de Cidades de Porte Médio (PCPM) foi uma iniciativa do governo brasileiro na década de 1970, que tinha como objetivo estimular o desenvolvimento econômico e social de cidades com população entre 50.000 e 500.000 habitantes. O programa foi criado em 1975 pelo Ministério do Interior, como parte do Plano Nacional de Desenvolvimento (PND) do governo Geisel.
O PCPM previa investimentos em infraestrutura básica, como saneamento, transporte, energia elétrica e telecomunicações, além de incentivos fiscais e financeiros para atrair investimentos privados e fomentar a criação de empregos e renda nas regiões. O programa também visava promover a descentralização das atividades econômicas e melhorar a distribuição espacial da população e das atividades produtivas no país.
O PCPM foi um marco importante[carece de fontes?] na política de desenvolvimento regional do Brasil, contribuindo para a interiorização do desenvolvimento e a redução das desigualdades regionais. O programa ajudou a consolidar diversas cidades médias em polos regionais de desenvolvimento, com a criação de empregos e o fortalecimento da economia local. No entanto, o programa enfrentou críticas por sua implementação descentralizada e desarticulada, e por não ter sido suficientemente eficaz em promover a igualdade social e regional no país.